# Chico Marx

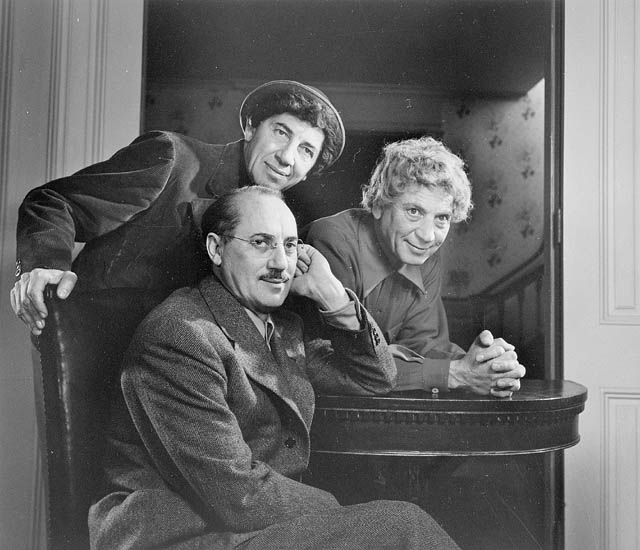
Chico Marx (stående, till vänster) tillsammans med två av sina bröder: Harpo (till höger) och Groucho (sittande).

Leonard "Chico" Marx, född 22 mars 1887 på Upper East Side på Manhattan i New York, död 11 oktober 1961 i Hollywood i Los Angeles i Kalifornien, var en amerikansk komiker och pianist, en av Bröderna Marx.
I filmerna med bröderna Marx hade Chico alltid en överdriven italiensk brytning och en slags tyrolerhatt. Hans rollfigur var alltid en korkad men listig, charmig och godhjärtad italiensk skojare med förkärlek till pianospel, ständigt i sällskap med den stumme och oberäknelige Harpo (som oftast var till mer besvär än nytta). Namnet Chico fick han därför att han brukade jaga flickor (chicks).